# Eugenia elliptica
Eugenia elliptica är en myrtenväxtart som beskrevs av Jean-Baptiste de Lamarck. Eugenia elliptica ingår i släktet Eugenia och familjen myrtenväxter.
Artens utbredningsområde är Mauritius. Inga underarter finns listade i Catalogue of Life.